# Unione Sportiva Olbia 1976-1977
Questa voce raccoglie le informazioni riguardanti l'Unione Sportiva Olbia nelle competizioni ufficiali della stagione 1976-1977.

## Rosa
| N. |                   | Ruolo | Calciatore          |
| -- | ----------------- | ----- | ------------------- |
|    | Italia (bandiera) | A     | Sergio Bagatti      |
|    | Italia (bandiera) |       | Marco Balbina       |
|    | Italia (bandiera) | C     | Giovanni Baldi      |
|    | Italia (bandiera) | D     | Renato Caocci       |
|    | Italia (bandiera) |       | Giancarlo Carboni   |
|    | Italia (bandiera) | D     | Claudio Cianchetti  |
|    | Italia (bandiera) | A     | Salvatore Ciardella |
|    | Italia (bandiera) | D     | Gavino Costaggiu    |
|    | Italia (bandiera) | A     | Giuseppe Costaggiu  |
|    | Italia (bandiera) | C     | Damiano Damiani     |
|    | Italia (bandiera) | A     | Domenico Di Carlo   |
|    | Italia (bandiera) |       | Claudio Ferrante    |
|    | Italia (bandiera) | C     | Piero Giagnoni      |

| N. |                   | Ruolo | Calciatore                 |
| -- | ----------------- | ----- | -------------------------- |
|    | Italia (bandiera) | D     | Piero Lo Franco            |
|    | Italia (bandiera) | A     | Gianfranco Marongiu        |
|    | Italia (bandiera) | C     | Mario Masiello             |
|    | Italia (bandiera) | C     | Giuliano Niccolai          |
|    | Italia (bandiera) | D     | Mauro Niccolai             |
|    | Italia (bandiera) | C     | Domenico Ogno              |
|    | Italia (bandiera) | P     | Pinuccio Petta             |
|    | Italia (bandiera) |       | Michele Piga               |
|    | Italia (bandiera) | P     | Cesare Planetta            |
|    | Italia (bandiera) | P     | Giorgio Salvatici          |
|    | Italia (bandiera) | C     | Bruno Selleri              |
|    | Italia (bandiera) | C     | Ernesto Truddaiu           |
|    | Italia (bandiera) | C     | Francesco Giovanni Zoroddu |